# Загра (село)
Загра (рум. Zagra) — село у повіті Бистриця-Несеуд в Румунії. Адміністративний центр комуни Загра.
Село розташоване на відстані 350 км на північний захід від Бухареста, 27 км на північний захід від Бистриці, 79 км на північний схід від Клуж-Напоки.

## Населення
За даними перепису населення 2002 року у селі проживали 1158 осіб, з них 1156 осіб (99,8%) румунів. Рідною мовою 1156 осіб (99,8%) назвали румунську.